# Robert Holmes (astronome)
Pour les articles homonymes, voir Robert Holmes et Holmes.
Robert Holmes, de son nom complet Robert E. Holmes Jr., né en 1956, est un astronome amateur américain, photographe de profession.

## Biographie
En 2002 il a fondé l'ARI (Astronomical Research Institute), un organisme non lucratif qui offre aux étudiants la possibilité d'utiliser des heures d'observation à partir de n'importe quel télescope installé à Westfield dans l'Illinois.
Le Centre des planètes mineures le crédite de la découverte de quinze astéroïdes effectuée entre 2004 et 2010, dont deux avec la collaboration de Harlan Devore et de Tomáš Vorobjov. Il a découvert entre autres la comète non périodique C/2008 N1 (Holmes).
L'astéroïde (5477) Holmes a été nommé en son honneur.

## Découvertes
| (128925) Conwell         | 6 octobre 2004   |
| (144552) Jackiesue       | 19 mars 2004     |
| (184011) Andypuckett     | 19 mars 2004     |
| (185020) Pratte          | 23 août 2006     |
| (221698) Juliusolsen     | 21 février 2007  |
| (231486) Capefearrock    | 3 août 2008      |
| (242830) Richardwessling | 21 février 2006  |
| (295299) Nannidiana      | 15 avril 2008    |
| (315088) Daniels         | 21 février 2007  |
| (349386) Randywright     | 30 novembre 2007 |